# Franz Rosei
Franz Rosei (* 2. Juli 1947 in Wien) ist ein österreichischer Bildhauer und Zeichner.

## Leben
Franz Rosei wurde 1947 in Wien geboren. Sein Bruder ist der Schriftsteller Peter Rosei. 1966 Matura, 1967 Beginn der Arbeit an Holz- und Gips-Skulpturen. Nach einem kurzen Aufenthalt an der Hochschule für angewandte Kunst bei Leinfellner, arbeitet Rosei wieder alleine weiter. Einige Plastiken in Betongusstechnik entstehen. Ab 1970 arbeitet er ausschließlich in Stein (Marmor, Kalkstein, Sandstein), daneben Beschäftigung mit der Zeichnung (Bleistift, Kohle, Wasserfarben). 1985 Beginn der Arbeit an einer großen Form für einen Bronzeguss. Seither entstehen immer wieder auch Bronzeplastiken. In zahlreichen Ausstellungen im In- und Ausland, darunter eine umfassende Retrospektive im Historischen Museum der Stadt Wien, werden die Arbeiten von Franz Rosei seit über 40 Jahren gezeigt.
Sein zentrales Thema ist – so Franz Rosei – „die Sicht auf dieses Leben, die Welt und der Wunsch, das Ergebnis dieser Betrachtung, Untersuchung, in Form umzusetzen“.
Durch seinen individuellen Umgang mit der bildhauerischen Sprache, nahm Franz Rosei bereits Anfang der 1980er Jahre eine bedeutende Rolle in der Kunstszene ein und zählt heute zu den wichtigsten Bildhauern Österreichs.

## Ausstellungen

### Einzelausstellungen (Auswahl)
- Künstlerhaus Wien, 1976
- Galerie Schapira & Beck, Wien, 1977
- Galerie Orny, München, 1978
- Künstlerhaus, Salzburg, 1979
- Künstlerhaus, Klagenfurt, 1979
- im Rahmen der „Sonderschau Österreich“, 1980
- auf der Kunstmesse Basel im Rahmen der „Biennale des Jeunes“, Paris, 1980
- Künstlerhaus, Wien, 1980
- Galerie Droschl, Graz, 1981
- Galerie Welz, Salzburg, 1982
- Galerie Würthle, Wien, 1983
- Museum moderner Kunst/Museum des 20. Jahrhunderts, Wien, 1984
- Galerie Lendl, Graz, 1989
- Galerie Ulysses, Wien, 1989
- Salzburger Landessammlungen Rupertinum, 1990
- Ulysses Gallery, New York, 1991
- Galerie im Taxispalais, Innsbruck, 1994
- Galerie Ulysses, Wien, 1995
- Kulturhaus Graz, 2000
- Historisches Museum der Stadt Wien, 2001
- Galerie Ulysses, Wien, 2001
- Künstlerhaus, Klagenfurt, 2003
- Galerie Arthouse, Bregenz, 2004
- Galerie Ulysses, Wien, 2007
- Kunstpalais Liechtenstein, Feldkirch, 2014
- Galerie Ulysses, Wien, 2017
- Jesuitenfoyer, Wien, 2022

### Ausstellungsbeteiligungen (Auswahl)
- „Steinzeit“, Tiroler Kunstpavillon, Innsbruck, 1986
- Museum moderner Kunst/Museum des 20. Jahrhunderts, Wien, 1987
- „Wien - Vienna 1960 - 1990“, Museum Moderner Kunst, Bozen, 1989
- „Wien - Vienna 1960 - 1990“ Palazzo della Permanente, Mailand, 1990
- „Ursprung und Moderne“, Neue Galerie der Stadt Linz, 1990
- „La figura interiore“, Pordenone, 1991
- „Wotruba und die Folgen“, Museum Würth, Schwäbisch Hall und BAWAG Foundation, Wien, 1994
- „Skulpturengarten“, Galerie Poller, Frankfurt am Main, 1996
- „Des Eisbergs Spitze“, Kunsthalle Wien, 1998
- „Ein gemeinsamer Ort. Skulpturen, Plastiken, Objekte“, Lentos Museum Linz, 2006
- „Albrecht und Zeitgenossen, Positionen österreichischer Bildhauerei seit 1945“, Künstlerhaus Bregenz, 2007
- „Zauber der Zeichnung-Zeichnungen aus Österreich 1946-2009“, Lanserhaus, Eppan, Südtirol, 2009

- "Klein, aber oho"- Plastiken aus der Sammlung", Museum der Moderne, Salzburg, 2009/10
- „Die andere Ausstellung“, Galerie Bäckerstraße 4, Wien, 2010
- „Gedenken an Peter Mießl“, Galerie 3, Klagenfurt, 2010
- „Umrahmung schräg gekippt“, Museum Liaunig, Neuhaus/Suha, 2018
- „Sammlung Mießl“, Stadtgalerie Klagenfurt, 2021/22

## Arbeit in öffentlichen Sammlungen
- Graphische Sammlung Albertina, Wien
- Bundesministerium für Unterricht und Kunst (Artothek Wien)
- Salzburger Landessammlungen Rupertinum
- Kulturamt der Stadt Wien
- Kulturamt der Stadt Linz
- Amt der niederösterreichischen Landesregierung
- Museum moderner Kunst, Wien
- Lentos Kunstmuseum Linz
- Wien Museum
- Museum Liaunig, Neuhaus/Suha